# Smile (Lily Allen)
Smile è un singolo della cantante britannica Lily Allen, pubblicato il 3 luglio 2006 come primo estratto dal primo album in studio Alright, Still.

## Descrizione
Il brano, scritto da Lily Allen, Iyiola Babalola e Darren Lewis (questi ultimi due anche produttori, sotto il nome di Future Cut), contiene un giro di piano campionato da Free Soul, brano di Jackie Mittoo e dei The Soul Brothers del 1966.

## Video
Il video di Smile diretto da Sophie Muller mostra la cantante prendersi una vendetta sull'ex fidanzato che l'aveva tradita, in diverse maniere, e parla di come lei sia riuscita ad andare avanti.

## Curiosità
- Il rapper Example ha scritto un brano, intitolato Vile in risposta al brano della Allen, pur non essendo lui l'ex fidanzato della cantante.
- Smile è stato ricantato in simlish da Lily Allen, per il videogioco The Sims 2: Seasons.
- Smile è inserita nel videogioco Thrillville: Fuori dai binari.
- La serie televisiva Glee ha eseguito una cover della canzone.

## Tracce
CD1 (Regno Unito) e vinile 7"
1. Smile – 3:13
2. Smile (Aaron LaCrate's Gutter Mix) – 2:59
3. If You Don't Know me By Now – 3:27

CD2 (Regno Unito)
1. Smile – 3:13
2. Cheryl Tweedy – 3:15
3. Absolutely Nothing – 4:04
4. Smile (video musicale)

Vinile 12"
1. Smile (Digital Soundboy Mix) – 5:00
2. Smile (Digital Soundboy Dub) – 5:00

CD (Australia)
1. Smile – 3:13
2. Cheryl Tweedy – 3:15
3. Absolutely Nothing – 4:04
4. Smile (Aaron LaCrate's Gutter Mix) – 2:59

Download digitale (Stati Uniti)
1. Smile – 3:13
2. Smile (Aaron LaCrate's Gutter Mix) – 2:59
3. Cheryl Tweedy – 3:15
4. Absolutely Nothing – 4:04

## Classifiche
| Classifica (2006/2007) | Posizione massima |
| ---------------------- | ----------------- |
| Australia              | 14                |
| Austria                | 39                |
| Belgio (Fiandre)       | 27                |
| Belgio (Vallonia)      | 33                |
| Brasile                | 69                |
| Canada                 | 86                |
| Francia                | 16                |
| Germania               | 67                |
| Irlanda                | 6                 |
| Italia                 | 13                |
| Nuova Zelanda          | 6                 |
| Paesi Bassi            | 10                |
| Regno Unito            | 1                 |
| Slovacchia             | 28                |
| Svezia                 | 38                |
| Svizzera               | 21                |
| Ungheria               | 11                |
| U.S. Billboard Hot 100 | 49                |